# Leichtathletik-Weltmeisterschaften 1987/Kugelstoßen der Frauen

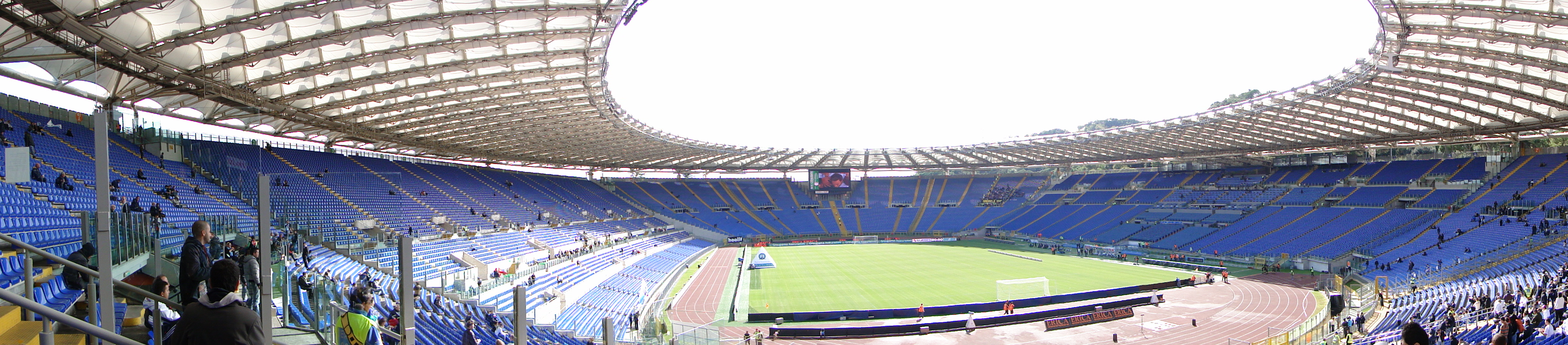
Das Olympiastadion in Rom

Das Kugelstoßen der Frauen bei den Leichtathletik-Weltmeisterschaften 1987 wurde am 4. und 5. September 1987 im Olympiastadion der italienischen Hauptstadt Rom ausgetragen.
Mit Silber und Bronze errangen die Athletinnen aus der DDR in diesem Wettbewerb zwei Medaillen. Weltmeisterin wurde die Weltrekordinhaberin Natalja Lissowskaja aus der Sowjetunion. Sie gewann vor Kathrin Neimke. Bronze ging an die Vizeeuropameisterin von 1986 Ines Müller, frühere Ines Reichenbach.

## Rekorde

### Bestehende Rekorde
| Weltrekord               | 22,63 m | Natalja Lissowskaja | Moskau, Sowjetunion (heute Russland) | 7. Juni 1987    |
| Weltmeisterschaftsrekord | 21,05 m | Helena Fibingerová  | WM 1983 in Helsinki, Finnland        | 12. August 1983 |

### Rekordverbesserung
Der bestehende WM-Rekord wurde bei diesen Weltmeisterschaften im Finale am 5. September zweimal verbessert:
- 21,21 m – Kathrin Neimke, DDR, 2. Versuch
- 21,24 m – Natalja Lissowskaja, Sowjetunion, 5. Versuch

## Qualifikation
4. September 1987
Zwanzig Teilnehmerinnen traten in zwei Gruppen zur Qualifikationsrunde an. Die Qualifikationsweite für den direkten Finaleinzug betrug 19,00 m. Vierzehn Athletinnen übertrafen diese Marke (hellblau unterlegt). So musste das Finalfeld nicht weiter aufgefüllt werden, die Mindestanzahl von zwölf Kugelstoßerinnen war sogar überschritten, vierzehn Sportlerinnen bestritten das Finale am darauffolgenden Tag.

### Gruppe A
| Platz | Name                | Nation              | Resultat (m) |
| 1     | Kathrin Neimke      | DDR                 | 20,26        |
| 2     | Claudia Losch       | BR Deutschland      | 19,73        |
| 3     | Li Meisu            | Volksrepublik China | 19,47        |
| 4     | Heike Hartwig       | DDR                 | 19,35        |
| 5     | Natalja Lissowskaja | Sowjetunion         | 19,22        |
| 6     | Sona Vasicková      | Tschechoslowakei    | 19,09        |
| 7     | Iris Plotzitzka     | BR Deutschland      | 19,08        |
| 8     | Judy Oakes          | Großbritannien      | 18,43        |
| 9     | Ramona Pagel        | USA                 | 18,12        |
| 10    | Asta Hovi           | Finnland            | 17,89        |

### Gruppe B
| Platz | Name                | Nation              | Resultat (m) |
| 1     | Helena Fibingerová  | Tschechoslowakei    | 20,40        |
| 2     | Ines Müller         | DDR                 | 19,96        |
| 3     | Stephanie Storp     | BR Deutschland      | 19,64        |
| 4     | Mihaela Loghin      | Rumänien            | 19,27        |
| 5     | Natalja Achrimenko  | Sowjetunion         | 19,21        |
| 6     | Huang Zhihong       | Volksrepublik China | 19,18        |
| 7     | Svetla Mitkova      | Bulgarien           | 19,07        |
| 8     | Bonnie Dasse        | USA                 | 17,68        |
| 9     | Deborah Saint Phard | Haiti               | 16,54        |
| 10    | Melody Torcolacci   | Kanada              | 15,98        |

## Finale
5. September 1987
Hinweis: Das Zeichen x zeigt einen ungültigen Versuch an.
| Platz | Name                | Nation              | Resultat (m) | 1. Versuch (m)                                  | 2. Versuch (m)                                  | 3. Versuch (m)                                  | 4. Versuch (m)                              | 5. Versuch (m)                              | 6. Versuch (m)                              |
| 1     | Natalja Lissowskaja | Sowjetunion         | 21,24 CR     | 20,89                                           | 20,22                                           | 21,16                                           | 20,93                                       | 21,24 CR                                    | 20,80                                       |
| 2     | Kathrin Neimke      | DDR                 | 21,21        | 20,32                                           | 21,21 CR                                        | 20,12                                           | 20,53                                       | 20,59                                       | x                                           |
| 3     | Ines Müller         | DDR                 | 20,76        | 20,76                                           | 20,11                                           | 20,05                                           | x                                           | 19,96                                       | 20,20                                       |
| 4     | Claudia Losch       | BR Deutschland      | 20,73        | 20,05                                           | 20,73                                           | x                                               | 19,88                                       | 20,33                                       | 20,61                                       |
| 5     | Natalja Achrimenko  | Sowjetunion         | 20,68        | 20,20                                           | 19,68                                           | 20,53                                           | 20,09                                       | x                                           | 20,68                                       |
| 6     | Heike Hartwig       | DDR                 | 20,63        | 19,79                                           | 19,97                                           | 19,84                                           | 20,63                                       | x                                           | 20,25                                       |
| 7     | Li Meisu            | Volksrepublik China | 20,43        | 19,95                                           | 20,00                                           | 20,09                                           | 18,74                                       | 20,43                                       | 19,98                                       |
| 8     | Helena Fibingerová  | Tschechoslowakei    | 20,29        | 19,97                                           | x                                               | 19,51                                           | 20,05                                       | 20,15                                       | 20,29                                       |
| 9     | Svetla Mitkova      | Bulgarien           | 19,37        | Einzelversuche in den Quellen nicht aufgelistet | Einzelversuche in den Quellen nicht aufgelistet | Einzelversuche in den Quellen nicht aufgelistet | nicht im Finale der besten acht Werferinnen | nicht im Finale der besten acht Werferinnen | nicht im Finale der besten acht Werferinnen |
| 10    | Stephanie Storp     | BR Deutschland      | 19,36        | Einzelversuche in den Quellen nicht aufgelistet | Einzelversuche in den Quellen nicht aufgelistet | Einzelversuche in den Quellen nicht aufgelistet | nicht im Finale der besten acht Werferinnen | nicht im Finale der besten acht Werferinnen | nicht im Finale der besten acht Werferinnen |
| 11    | Huang Zhihong       | Volksrepublik China | 19,35        | Einzelversuche in den Quellen nicht aufgelistet | Einzelversuche in den Quellen nicht aufgelistet | Einzelversuche in den Quellen nicht aufgelistet | nicht im Finale der besten acht Werferinnen | nicht im Finale der besten acht Werferinnen | nicht im Finale der besten acht Werferinnen |
| 12    | Iris Plotzitzka     | BR Deutschland      | 19,19        | Einzelversuche in den Quellen nicht aufgelistet | Einzelversuche in den Quellen nicht aufgelistet | Einzelversuche in den Quellen nicht aufgelistet | nicht im Finale der besten acht Werferinnen | nicht im Finale der besten acht Werferinnen | nicht im Finale der besten acht Werferinnen |
| 13    | Sona Vasicková      | Tschechoslowakei    | 18,71        | Einzelversuche in den Quellen nicht aufgelistet | Einzelversuche in den Quellen nicht aufgelistet | Einzelversuche in den Quellen nicht aufgelistet | nicht im Finale der besten acht Werferinnen | nicht im Finale der besten acht Werferinnen | nicht im Finale der besten acht Werferinnen |
| DNS   | Mihaela Loghin      | Rumänien            |              |                                                 |                                                 |                                                 |                                             |                                             |                                             |

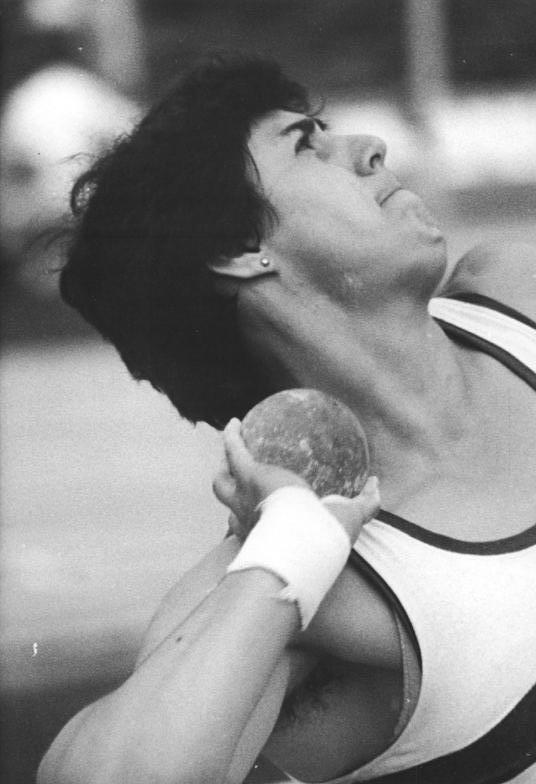
Ines Müller, frühere Ines Reichenbach, gewann Bronze
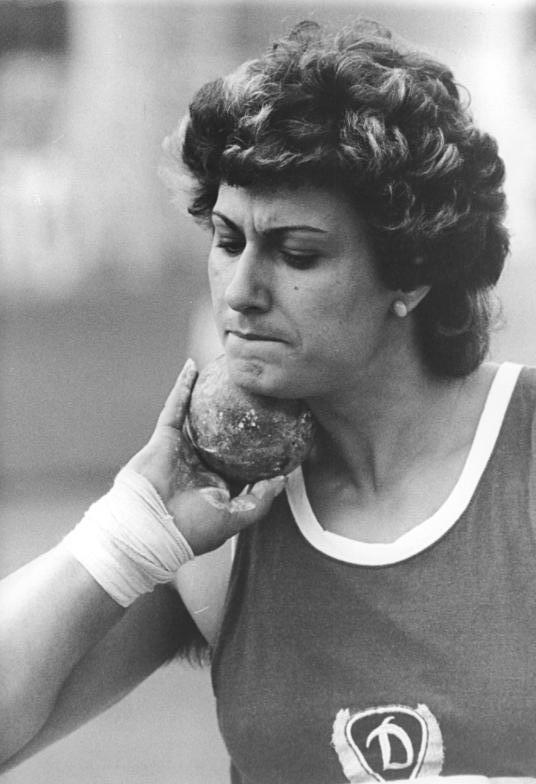
Heike Hartwig kam auf den sechsten Platz

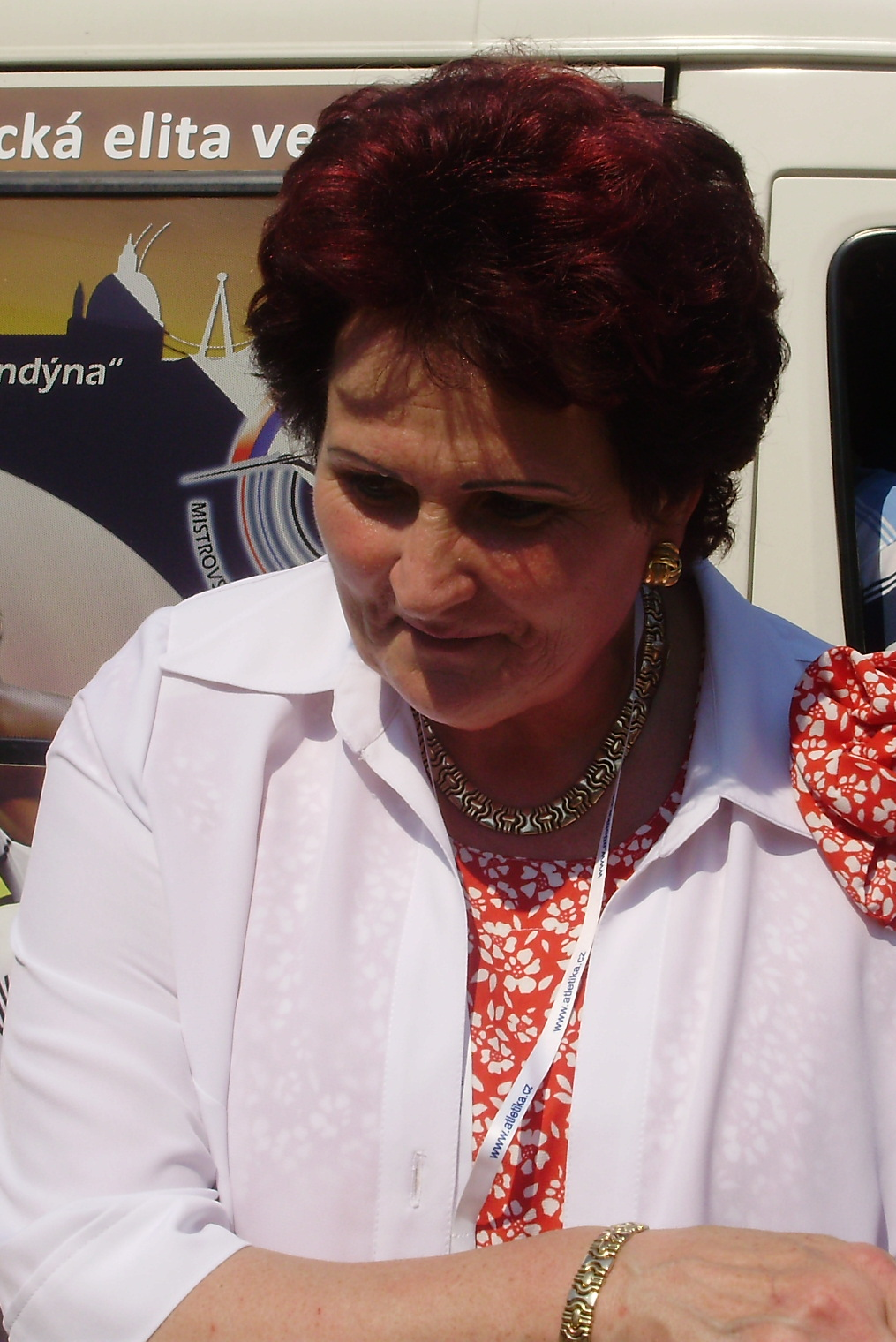
Die Titelverteidigerin Helena Fibingerová (hier im Jahr 2012), 1976 Olympiadritte, zweifache Vizeeuropameisterin (1978/1982) und 1974 EM-Dritte, erreichte noch einmal einen achten Platz
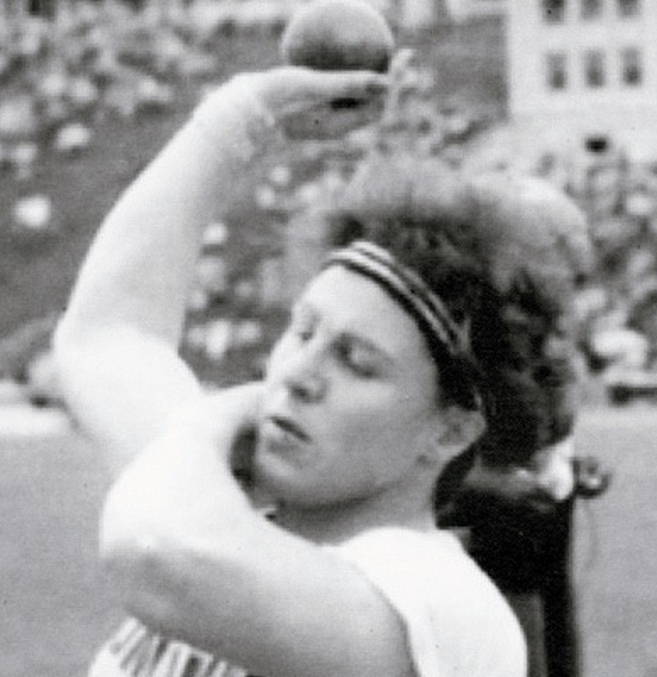
Mihaela Loghin hatte sich für die Finalteilnahme qualifiziert, konnte dort jedoch nicht starten

## Videolinks
- 1987 World Athletics Championships Women's Shot Put auf youtube.com, abgerufen am 6. April 2020
- Natalia Lissovskaya (Russia) 1987 world champion SHOT PUT 21.24 meters auf youtube.com, abgerufen am 6. April 2020
- Ines Müller (DDR) WORLD CHAMPIONSHIPS 1987 shot put 20.76 meters (bronze medal) auf youtube.com, abgerufen am 6. April 2020